# جائزة بريطانيا الكبرى 1951
جائزة بريطانيا الكبرى 1951 هو سباق فورمولا 1 أقيم بتاريخ 14 يوليو 1951 في حلبة سلفرستون، سيلفرستون، إنجلترا. كان الخامس من أصل 8 في بطولة العالم لسباقات الفورمولا واحد موسم 1951. فاز به الأرجنتيني خوسيه فرويلان جونزاليس.